# Ring belge R1
Pour les articles homonymes, voir R1.
Le petit ring d'Anvers, numéroté R1, est une autoroute ceinturant l'est et le sud de la ville d'Anvers.
Son tracé commence au nord à l'endroit où l'A12 vers Bergen-op-Zoom vient s'embrancher sur l'A1 (E19) provenant de Bréda. Si l'on suit son parcours dans le sens horaire, la prochaine autoroute qui rejoint le ring est l'A13 (E34, E313) vers Liège et Eindhoven. C'est au sud du ring que l'on trouve les échangeurs avec l'A1 vers Bruxelles et l'A12 vers Boom. Par la suite, le tunnel Kennedy plonge pour franchir l'Escaut avant d'arriver au complexe permettant d'accéder à l'autoroute A14 (E17) vers Gand et Lille. La fin actuelle du périphérique a lieu au niveau de l'A11 (E34) vers Zelzate et Knokke.
Il ne forme pas une boucle complète autour de la ville mais il est possible de contourner la ville avec quelques tronçons de l'A11, de l'A12 et du second ring d'Anvers qui permet de contourner toute la ville et de passer par les ports. Le ring devra être complété en 2020 avec la construction de la Oosterweelverbinding.
Le contournement ayant été inauguré en 1969, une rénovation en profondeur de celui-ci a été effectuée en 2004 et 2005 en deux phases. De juin à octobre 2004, lors de la première phase, c'est le ring extérieur (vers Bréda) qui a été reconstruit. Tandis que lors de la deuxième phase, ayant eu lieu entre mars et septembre 2005, c'est le ring intérieur (vers Gand) qui a été rénové.

## Description du tracé
|    | Dénomination                       | Destinations                                                                              | BK   |
| -- | ---------------------------------- | ----------------------------------------------------------------------------------------- | ---- |
|    | Échangeur d'Anvers-Nord            | Autoroute Bruxelles − Anvers − Breda Autoroute Bruxelles − Boom − Anvers - Bergen-op-Zoom | 0,0  |
| 1  | Merksem                            |                                                                                           | 2,4  |
|    | Viaduc de Merksem (1 700 m)        |                                                                                           | 3,7  |
| 2  | Deurne                             |                                                                                           | 4,6  |
|    | Échangeur d'Anvers-Est             | Autoroute Anvers − Hasselt − Liège                                                        | 6,4  |
| 3  | Borgerhout                         |                                                                                           | 7,3  |
| 4  | Berchem                            |                                                                                           | 9,6  |
|    | Échangeur d'Anvers-Sud             | Autoroute Bruxelles − Anvers − Breda Autoroute Bruxelles − Boom − Anvers - Bergen-op-Zoom | 10,4 |
| 5  | Le Grellelaan (Berchem)            |                                                                                           | 11,1 |
| 5a | Échangeur d'Anvers-Centre Het Zuid | Liaison R1 - A12                                                                          | 12,8 |
|    | Tunnel Kennedy (590 m)             |                                                                                           | 14,0 |
| 6  | Linkeroever                        |                                                                                           | 15,2 |
|    | Échangeur d'Anvers-Ouest           | Autoroute Anvers − Gand − Courtrai − Lille                                                | 15,6 |
| 7  | Sint-Anna Linkeroever              |                                                                                           | 17,0 |

## Galerie d'images

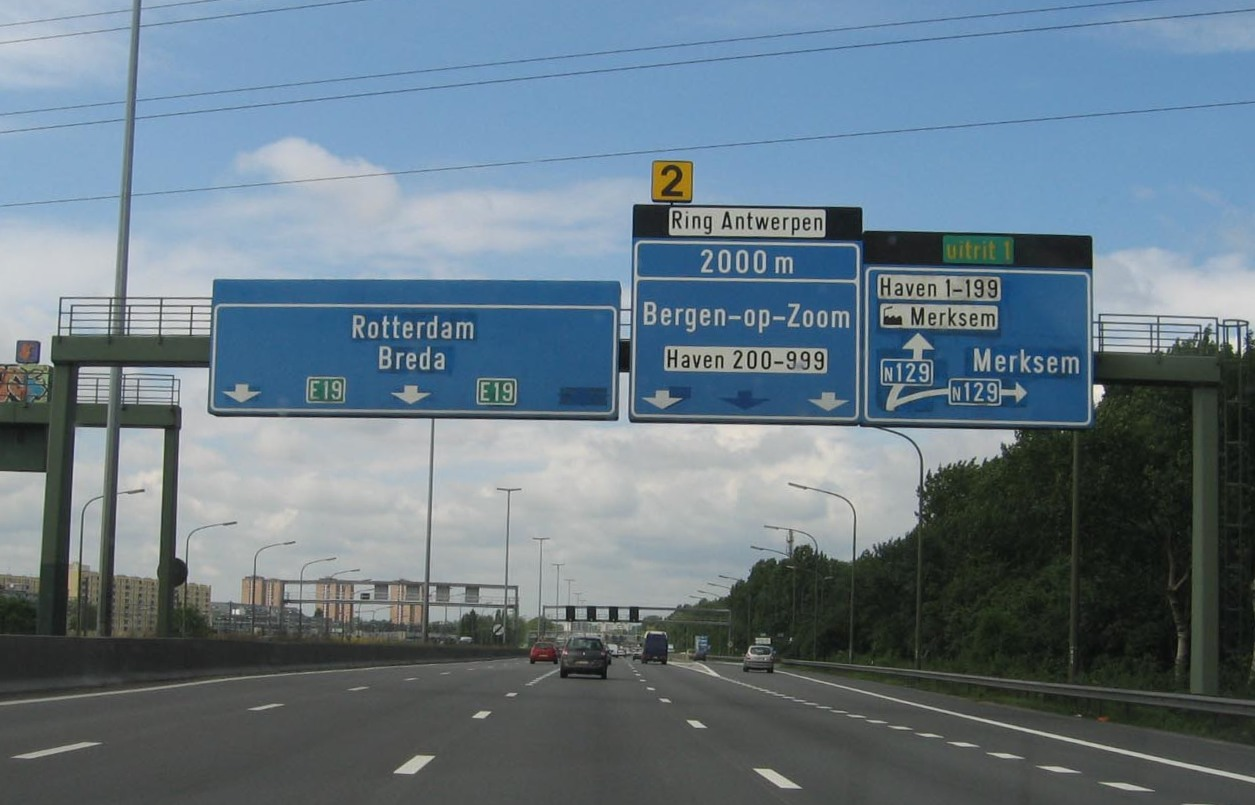
Annonce de la sortie 1 : Merksem.
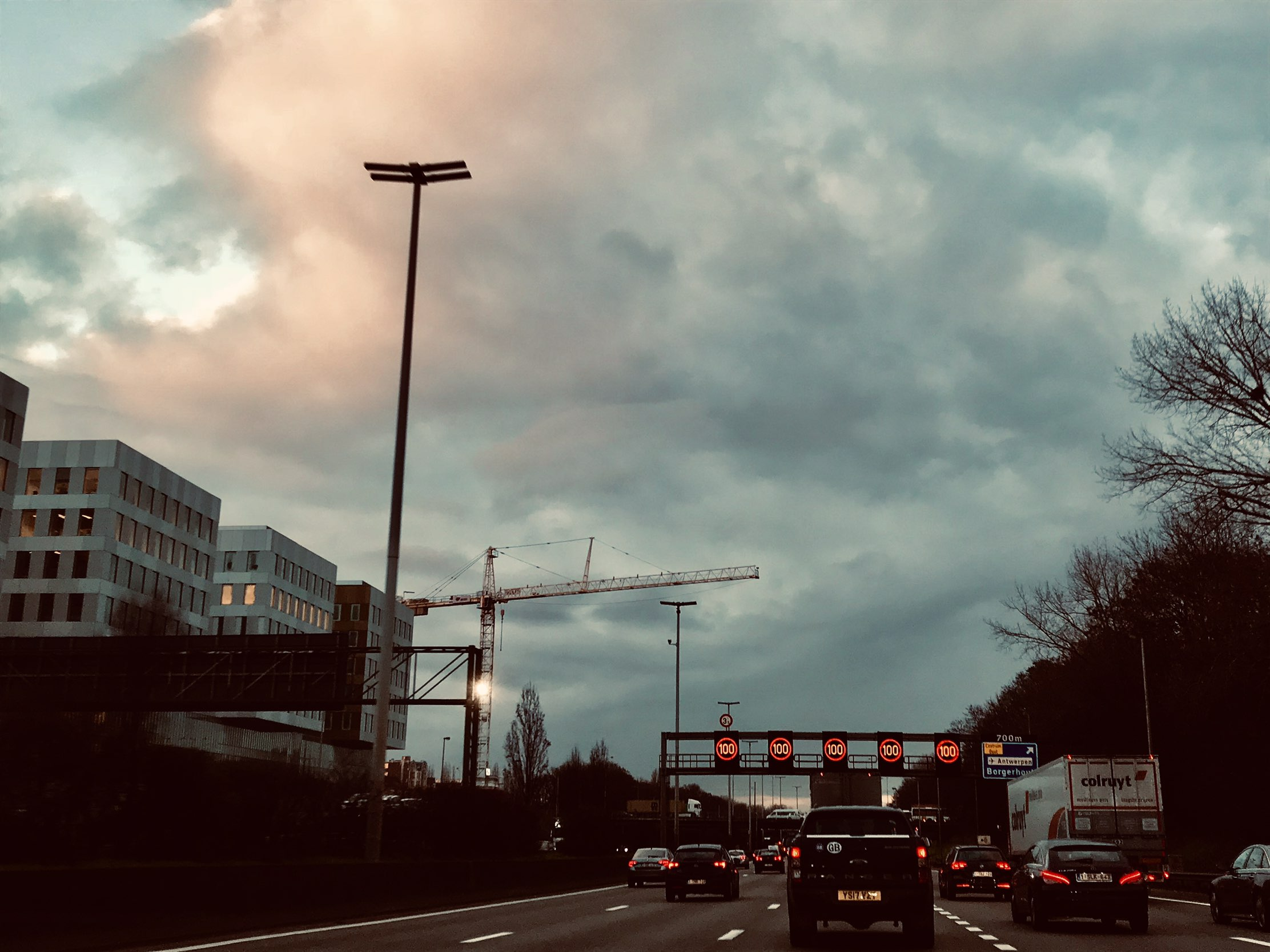
Annonce de la sortie 3 : Borgerhout.